# Arthur Scharmann

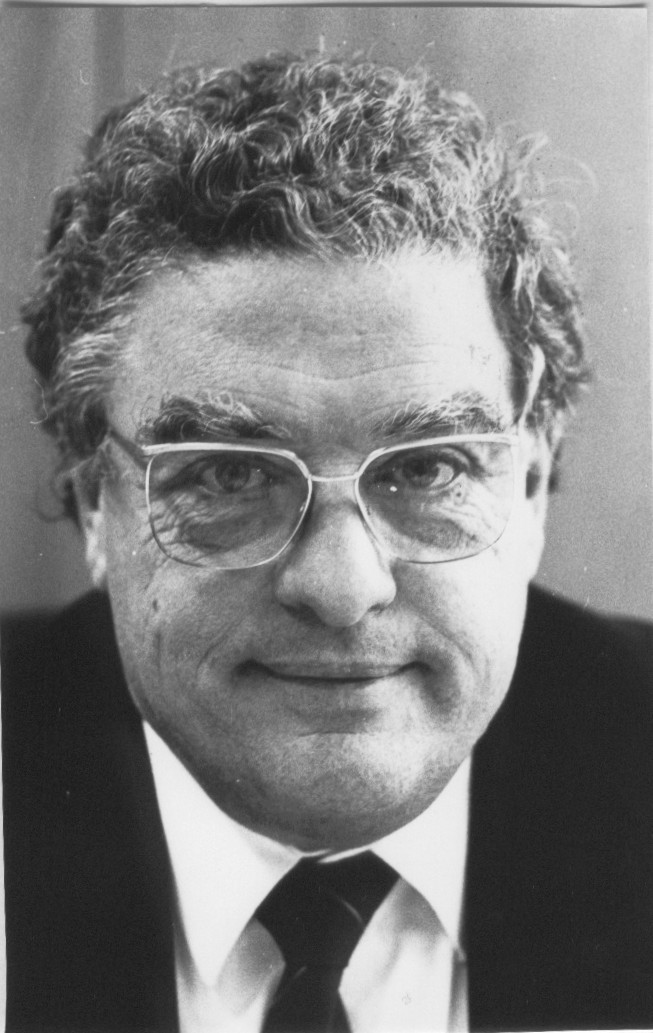
Arthur Scharmann (ca. 1988)

Arthur Scharmann (* 26. Januar 1928 in Darmstadt; † 13. April 2012 in Gießen) war ein deutscher Physiker, der als Hochschullehrer und Institutsdirektor vor allem auf den Gebieten der Festkörperphysik, Atomphysik, Angewandten Kernphysik und Medizinischen Physik tätig war.

## Karriere
Scharmann begann das Physikstudium 1946 in Marburg und wechselte 1948 an die Universität in Gießen (die heutige Justus-Liebig-Universität Gießen), wo er 1951 die Diplomprüfung ablegte. Er promovierte in Gießen 1955 bei Wilhelm Hanle und habilitierte sich in Gießen 1959.
1965 wurde er Professor in Gießen und 1969 als Nachfolger seines (seit 1957) Schwiegervaters Hanle Direktor des I. Physikalischen Instituts, das unter seiner Leitung bis zu einer Personalstärke von ca. 80 Mitarbeitern expandierte. Scharmann war während seiner Amtszeit fünfmal Dekan seines Fachbereichs und von 1975 bis 1977 Vizepräsident der Justus-Liebig-Universität Gießen. Er wurde 1996 emeritiert. Arthur Scharmann verstarb am Morgen des 13. April 2012 in seinem Haus in Gießen.

## Arbeit als Wissenschaftler und Hochschullehrer
Scharmann ist Autor bzw. Koautor von über 700 wissenschaftlichen Publikationen, darunter mehrere Monographien.

### Festkörperphysik
Besondere Verdienste erwarb sich Scharmann auf dem Gebiet der Zerstäubung von Festkörpern beim Beschuss mit Ionen (Sputtern). Unter seiner Leitung wurde eine Reihe von Ionentriebwerken entwickelt, die bis heute in der interplanetaren Raumfahrt verwendet werden. Bedeutende Arbeiten Scharmanns lagen außerdem auf den Gebieten der Lumineszenz anorganischer Kristalle, der Exoelektronenemission und der Festkörperdosimetrie.

### Kernphysik
Scharmann war maßgeblich am Aufbau des Strahlenzentrums der Justus-Liebig-Universität Gießen beteiligt. Er war Mitherausgeber der Zeitschriften Kerntechnik, Radiation Protection Dosimetry und Radiation Measurements. 1990 erhielt er die österreichische Strahlenschutz-Verdienstauszeichnung in Gold. Ab 1970 war er Mitglied der Schutzkommission beim Bundesminister des Innern, von 1987 bis 2003 deren Vorsitzender und seit 2003 deren Ehrenvorsitzender. Der Strahlenschutzkommission beim Bundesministerium für Umwelt, Naturschutz und Reaktorsicherheit gehörte Scharmann von 1990 bis 1996 an. Von 1974 bis 1995 war er Mitglied des Sicherheitsbeirates des Kernkraftwerks Biblis.

### Lehre
An Scharmanns Lehrstuhl entstanden ca. 180 Diplom- und Staatsexamensarbeiten. Scharmann und die fünf Professoren seines Instituts betreuten ca. 120 Doktorarbeiten.

### Aktivitäten in Organisationen
Scharmann war von 1965 bis 1969 Vorstandsmitglied der Deutschen Physikalischen Gesellschaft, von 1967 bis 1969 deren Vizepräsident.
Von 1987 bis 2003 war er Vorsitzender der Schutzkommission beim Bundesminister des Innern und danach bis zu seinem Tod ihr Ehrenvorsitzender.

## Auszeichnungen
Scharmann wurde Ehrendoktor der Universitäten Toulouse (1983) und Nizza (1987) und der Universität Duisburg (1990). Außerdem wurde ihm 1988 der DSc (Doctor of Science) von der University of New South Wales (Sydney) verliehen. 1989 erhielt er die Röntgen-Plakette der Stadt Remscheid. Er wurde mit drei Stufen des Bundesverdienstkreuzes ausgezeichnet, zuletzt 1993 mit dem Großen Verdienstkreuz.

## Einzelbelege
1. ↑  Todesanzeige. In: Gießener Anzeiger. 19. April 2012, archiviert vom Original am 2. August 2012; abgerufen am 23. April 2012.
2. ↑  Nachruf auf Arthur Scharmann. In: Physik Journal 11 (2012) Nr. 9 Seite 107. Archiviert vom Original (nicht mehr online verfügbar) am 6. April 2016; abgerufen am 31. Oktober 2018.
3. ↑  A. Scharmann, Messung von Lumineszenzabklingzeiten anorganischer Leuchtstoffe bei Anregung mit Ionen, Habilitationsschrift, Gießen 1959

| Personendaten    | Personendaten      |
| ---------------- | ------------------ |
| NAME             | Scharmann, Arthur  |
| KURZBESCHREIBUNG | deutscher Physiker |
| GEBURTSDATUM     | 26. Januar 1928    |
| GEBURTSORT       | Darmstadt          |
| STERBEDATUM      | 13. April 2012     |
| STERBEORT        | Gießen             |